# مزرعه محمدعلی عسگری
مزرعه محمدعلی عسگری یک منطقهٔ مسکونی در ایران است که در دهستان فتح‌آباد (قیر و کارزین) واقع شده‌است.